# Цегельський Роман Теодорович
Роман Теодорович Цегельський (5 липня 1888, м-ко Струсів, нині село Теребовлянського району — 17 грудня 1974, м. Тернопіль) — український галицький кооперативний та громадський діяч.

## Життєпис
Народився 5 липня 1888 року в містечку Струсів, Королівство Галичини і Володимирії, Австро-Угорська імперія, нині село Теребовлянського району Тернопільської області, Україна). Батько — Теодор Цегельський (1861–1939) — церковний і громадський діяч в Галичині, греко-католицький священик. Мати — Марія Магдалина Мандичевська, донька о.Порфирія Мандичевського та Магдалини з дому Рогаль-Левицької.
Закінчив українську гімназію в Тернополі (1908 р.), правничий факультет Львівського університету (1921 р.). В 1911—1914, 1921—1923 роках працював книговодом (бухгалтер) ощадно-кредитової кооперативи «Власна поміч» (Струсів).
Під час І-ї світової — старши́на (офіцер) армії Австро-Угорщини. Потрапив в московський полон. Під час українсько-польської війни — старши́на Української Галицької армії (УГА). З армією перейшов на Правобережжя, в Трикутнику смерті перехворів тифом. Поранений, потрапив до польського полону.
Після війни до 1 листопада 1924 працював книговодом споживчої кооперативи «Єдність» (Струсів), до осені 1939-го — головний книговод, член дирекції «Подільського Союзу Кооператив» (Тернопіль). Під час ІІ-ї світової — головний книговод, член дирекції «Окружного Союзу Кооператив» (Тернопіль).
1944-го разом з сім'єю виїхав на Захід (Польща, Австрія). З жовтня 1945-го працював у Тернополі: старшим бухгалтером пивзаводу (до 1946), бухгалтером-ревізором обласного тресту млинів (1947—1956), бухгалтером облхарчопрому (1957—1967).
Помер 17 грудня 1974 року в Тернополі.